# Cá heo Fraser
Cá heo Fraser hay Cá heo Sarawak (Lagenodelphis Hosei) là một loài động vật có vú trong họ Cá heo mỏ (Delphinidae), bộ Cetacea. Loài này được tìm thấy ở vùng biển sâu ở Thái Bình Dương và các khu vực nông hơn ở Ấn Độ và Đại Tây Dương.

## Phân loại
Năm 1895, Charles E. Hose tìm thấy một hộp sọ trên một bãi biển ở Sarawak, đảo Borneo. Ông đã tặng mẫu vật trên cho Bảo tàng Anh. Hộp sọ vẫn được nghiên cứu cho đến năm 1956 khi Francis Fraser kiểm tra và kết luận rằng đó là mẫu vật tương tự như các loài ở cả hai chi Lagenorhynchus và Delphinus nhưng không giống như một trong hai loài trên. Vì vậy, một chi mới được tạo ra bằng cách sáp nhập hai tên này lại với nhau.
Đó không phải là một loài riêng biệt cho đến năm 1971 khi Cá heo Fraser được phát hiện trên vùng biển thuộc đảo Cocos ở Đông Thái Bình Dương, Nam Úc và Nam Phi.

## Phân bố
Mặc dù chỉ chiếm số lượng tương đối, nhưng các báo cáo chỉ ra rằng chúng không phải là hiếm như người ta đã từng nghĩ vào năm 1980. Tuy nhiên, do nhầm lẫn với những loài cá heo anh em gần sống ở khu vực ve biển nên hiện nay vẫn không ước tính được số lượng toàn cầu của chúng.
Môi trường sống của cá heo Fraser là ở vùng biển nhiệt đới, các khu vực nước sâu, từ 30 ° S tới 20 ° N. Những con cá heo bị chết tại Pháp và Uruguay được cho là có thể do những điều kiện hải dương học không bình thường, chẳng hạn như hiện tượng El Nino.
Loài này cũng là tương đối phổ biến ở Vịnh Mexico, nhưng ở Đại Tây Dương thì ít hơn.

## Mô tả
Cá heo Fraser dài khoảng 1 mét (3 ft 3 in) và nặng khoảng 20 kg khi mới ra đời. Chúng dài 2,75 m (9 ft 0 in) và 200 kg ở tuổi trưởng thành. Chúng có một cơ thể chắc nịch, vây và chân chèo nhỏ. Phía trên cùng của phần lưng là một màu xám xanh và chuyển dần màu xám nâu. Chạy dọc theo hai bên sườn từ mỏ phía trên mắt tới hậu môn là hai dải màu kem xám và vạch đen ở phía dưới hai dải này. Bụng và vùng cổ có màu trắng, đôi khi là màu hồng. Đặc điểm nổi bật của chúng khác với các loài cá heo khác chính là chúng có cái mỏ rất ngắn, gần như là không có, vì vậy có thể phân biệt được chúng. Tuy nhiên nhìn từ xa, chúng có thể bị nhầm lẫn với loài cá heo sọc do màu sắc tương tự.
Loài này bơi nhanh, với một đàn từ 100 đến 1000 con. Chúng thường hay lướt trên mặt nước, tạo ra cảnh "rất ấn tượng" khi chúng chạy trốn các tàu đánh cá.
Cá heo Fraser là loài được ghi nhận là có bộ phận sinh dục nhỏ nhất trong số tất cả các loài thuộc họ cá heo đại dương.
Thức ăn của loài này là các loài cá biển, mực và tôm ở những vùng nước nông từ 200 đến 500 mét (660 đến 1.600 ft). 

## Bảo tồn
Các quần thể ở châu Á khu vực Đông Nam của cá heo Fraser được liệt kê vào Phụ lục II  của Công ước về Bảo tồn các loài động vật hoang dã di trú (CMS), kể từ khi tình trạng bảo tồn tại đây đã không thuận lợi.
Ngoài ra, cá heo Fraser được bao vệ bởi "Biên bản ghi nhớ về việc bảo tồn các loài động vật biển có vú và môi trường sống của chúng" ở các đảo thuộc khu vực Thái Bình Dương và Biên bản ghi nhớ về Bảo tồn các loài động vật biển có vú nhỏ của Tây Phi và Macaronesia.